# Lomatogonium oreocharis
Lomatogonium oreocharis är en gentianaväxtart som först beskrevs av Friedrich Ludwig Diels, och fick sitt nu gällande namn av Cecil Victor Boley Marquand. Lomatogonium oreocharis ingår i släktet stjärngentianor, och familjen gentianaväxter. Inga underarter finns listade i Catalogue of Life.